# なぜか、ドラキュラ
『なぜか、ドラキュラ』は、日本テレビ系列にて1984年10月8日から1985年1月7日まで（1984年12月31日は、特別番組のため放送休止）毎週月曜日の21:00 - 21:54（JST）「月曜スター劇場」にて放送されていたテレビドラマである。当時の連続ドラマでは珍しくステレオ放送が実施されていた。タモリの民放連続ドラマ初主演作である。

## あらすじ
ある日、雑誌記者の徳丸礼一と工藤が交通事故にあい輸血を受ける。二人は、互いに少しずつ心身に異常をきたし、手にコウモリのようなアザ（マーク）が現れるようになり、人の血が吸いたいという欲望が生まれてきた。原因を探ると、どうやら事故が原因らしいと二人は再会し、症状を伝え合う。実は、輸血された血液の中に、人間を吸血鬼化させるウイルスが混入していたことが判明する。
吸血された人間は、吸血鬼化するため、吸血の連鎖を生む。このままでは人類が皆、吸血鬼になってしまう。なんとか一線を越えないように（人の血を吸わないように）と、徳丸の友人の金子医師や、すでに吸血鬼化していた小松達を味方につけ、悪に手を染めた吸血鬼を退けながら、徳丸と工藤は奮戦する。

## キャスト
- 徳丸礼一：タモリ
- 工藤：田中健
- いずみ：坂口良子
- 小松：原田芳雄
- 伸江（礼一の母）：北林谷栄
- 金子（医師）：船越英二
- 鬼塚：宍戸錠
- 光子：かたせ梨乃
- 冨士眞奈美
- マリアン
- 山本紀彦
- 初井言榮
- 島村佳江
- 西尾まり
- 湖条千秋

ほか

## スタッフ
- 原案：松木ひろし
- 脚本：松木ひろし、布施博一、水谷竜二
- 演出：田中知己、細野英延、吉野洋、中山史郎
- 音楽：鈴木宏昌
- 制作協力：田辺エージェンシー
- 製作著作：日本テレビ

## サブタイトル
| 各話   | 放送日         | サブタイトル         | 脚本       | 演出     |
| ------ | -------------- | -------------------- | ---------- | -------- |
| 第1話  | 1984年10月8日  | 発病                 | 松木ひろし | 田中知己 |
| 第2話  | 1984年10月15日 | 発作                 | 松木ひろし | 田中知己 |
| 第3話  | 1984年10月22日 | 吸血                 | 布勢博一   | 吉野洋   |
| 第4話  | 1984年10月29日 | 宣告                 | 松木ひろし | 吉野洋   |
| 第5話  | 1984年11月5日  | 俺は視た…!           | 松木ひろし | 田中知己 |
| 第6話  | 1984年11月12日 | 入りました、吸血保険 | 松木ひろし |          |
| 第7話  | 1984年11月19日 | 決闘! ドラキュラ軍団 | 松木ひろし |          |
| 第8話  | 1984年11月26日 | 天国からの電話       | 布勢博一   | 細野英延 |
| 第9話  | 1984年12月3日  | 降って来た特ダネ!    | 布勢博一   |          |
| 第10話 | 1984年12月10日 | 噛むのはお止め       | 水谷竜二   | 細野英延 |
| 第11話 | 1984年12月17日 | 世間に知れた!        | 松木ひろし | 中山史郎 |
| 第12話 | 1984年12月24日 | 逮捕、脱獄、真犯人…  | 布勢博一   | 細野英延 |
| 最終話 | 1985年1月7日   | 本物を倒せ!          | 布勢博一   | 細野英延 |